# بومان ضد شركة مونسانتو
شركة بومان ضد شركة مونسانتو هو قرار أصدرته المحكمة العليا للولايات المتحدة الأمريكية في عام 2013، وأكدت فيه المحكمة بالإجماع على قرار الدائرة الفيدرالية بأن مبدأ استنفاد براءات الاختراع لا يسمح للمزارع بزراعة وإنماء والاحتفاظ ببذور حاصلة على براءة اختراع بدون إذن صاحب براءة الاختراع.
نشأت القضية بعد أن اشترى مزارع من ولاية إنديانا الأمريكية، ويُدعى فيرنون هيو بومان، بذور محصول فول الصويا المعدلة وراثيا من صومعة غلال محلية لزراعة محصوله الثاني لهذا الموسم. باعت شركة مونسانتو في الأصل البذور التي نمت منها محاصيل فول الصويا إلى المزارعين بموجب ترخيص استخدام محدود يحظر على المزارع-المشتري استخدام البذور لأكثر من موسم واحد أو الاحتفاظ بأي بذور منتجة من المحصول لإعادة زراعتها. باع المزارعون بعد ذلك بذور ومحاصيل فول الصويا لصومعة الغلال المحلية، ومن ثم اشتراها بومان بعد أن أعاد زراعة بذور المحصول لموسمه الثاني. رفعت شركة مونسانتو دعوى قضائية أدعت فيها أن بومان انتهك براءة الاختراع من خلال إعادة زراعة بذور فول الصويا دون ترخيص.
ذكر بومان ردًا على ذلك أن ادعاءات شركة مونسانتو لم تعد سارية بموجب مبدأ استنفاد براءات الاختراع، لأن جميع الأجيال القادمة من فول الصويا تجسدت في الجيل الأول الذي باعته الشركة في الأصل.
قضت المحكمة العليا بعد ذلك بالإجماع بأن سلوك بومان ينتهك براءات اختراع شركة مونسانتو، وأن مبدأ استنفاد براءات الاختراع لا يسمح للمزارع بإعادة إنتاج البذور المحمية ببراءة اختراع عن طريق زراعة وحصاد بذور المحاصيل المحفوظة دون إذن صاحب براءة الاختراع. ورأت المحكمة أنه عندما يزرع مزارع بذرة محصودة وموفرة، وبالتالي يزرع محصولًا آخر من فول الصويا، فإن هذا الإجراء يشكل استعمالًا غير مصرح به للمنتج الحاصل على براءة الاختراع.
حظيت القضية بالاهتمام جزئيًا بسبب تأثيرها المحتمل على السياسة المتعلقة بالمحاصيل المعدلة وراثيًا وتقنيات التكرار الذاتي، وبسبب مشاركة القاضي كلارنس توماس، الذي عمل سابقًا كمحامي لشركة مونسانتو. لاحظ المعلقون على الرغم من ذلك أن حكم المحكمة كان ضيق النطاق، ولم يضع سابقة قانونية واسعة فيما يتعلق بقابلية تطبيق مبدأ استنفاد براءات الاختراع على تقنيات التكرار الذاتي.